# Tom Balthazar
Tom Balthazar (Sint-Amandsberg, 1962) is een Belgisch politicus voor sp.a en advocaat.

## Levensloop
Hij is de broer van televisiefiguur Nic Balthazar en zoon van hoogleraar en gouverneur Herman Balthazar. Hij groeide op in Sint-Amandsberg. In 1980 studeerde hij af aan het Koninklijk Atheneum Voskenslaan in Gent. Vervolgens studeerde hij aan de ULB en vestigde zich als advocaat, terwijl hij een tijdlang als freelancejournalist voor De Morgen werkte.
Hij werd voor de eerste maal verkozen tot gemeenteraadslid in 2000 en werd meteen fractieleider. In december 2004 werd hij voorzitter van de Gentse sp.a-afdeling en ontwikkelde enkele nieuwe initiatieven zoals de raadplegingsronden 'Een sprong vooruit'. Hij is sinds januari 2007 schepen van Milieu en Sociale Zaken in Gent. Hij had bij de lokale verkiezingen 2006 3994 voorkeurstemmen. Na het vertrek van Karin Temmerman naar de Kamer van volksvertegenwoordigers in september 2010, nam hij een deel van haar bevoegdheden over en werd schepen van Milieu, Stadsontwikkeling en Wonen. Daarnaast werd hij voorzitter van het stadsontwikkelingsbedrijf. In 2012 werd hij met 5466 voorkeurstemmen opnieuw verkozen voor de gemeenteraad en werd opnieuw schepen van Stadsontwikkeling, Wonen en Openbaar Groen. Hij werd ook voorzitter van sogent, het Gentse stadsontwikkelingsbedrijf. 
Tot 2007 was hij actief als advocaat. Hij is hoofddocent aan de UGent, waar hij gespecialiseerd is in het medisch en gezondheidsrecht. Daarnaast was hij lid van het Belgisch Raadgevend Comité voor Bio-ethiek en voorzitter van de federale commissie voor patiëntenrechten. Daarnaast is hij lid van de raad van beheer van de Liga voor Mensenrechten.
Bij de Europese verkiezingen van 2009 behaalde hij 21.864 voorkeurstemmen. Dit was echter niet voldoende voor een mandaat.
Sinds mei 2012 is Balthazar ook lid van de Climate Alliance van Europese steden.
In 2017 nam hij ontslag als schepen, nadat zijn naam was gevallen in het Publipartschandaal. Balthazar kreeg als bestuurder van nv Publipart, een private dochter van intercommunale Publilec, hoge vergoedingen. Publipart investeerde onder meer in omstreden bedrijven en de betrokkenheid van Gent in de nv werd op de korrel genomen. Hoewel de betalingen legaal gebeurden en Balthazar naar eigen zeggen in het belang van de stad handelde, vond hij niet dat hij zo kon verder functioneren. Het plan om lijsttrekker te zijn bij de komende gemeenteraadsverkiezingen en daarmee kandidaat-burgemeester, werd eveneens opgeborgen. Als schepen werd hij opgevolgd door Sven Taeldeman en als lijsttrekker door Rudy Coddens.